# Crocidura dsinezumi
Crocidura dsinezumi là một loài động vật có vú trong họ Chuột chù, bộ Soricomorpha. Loài này được Temminck mô tả năm 1842.